# Mike W. Barr

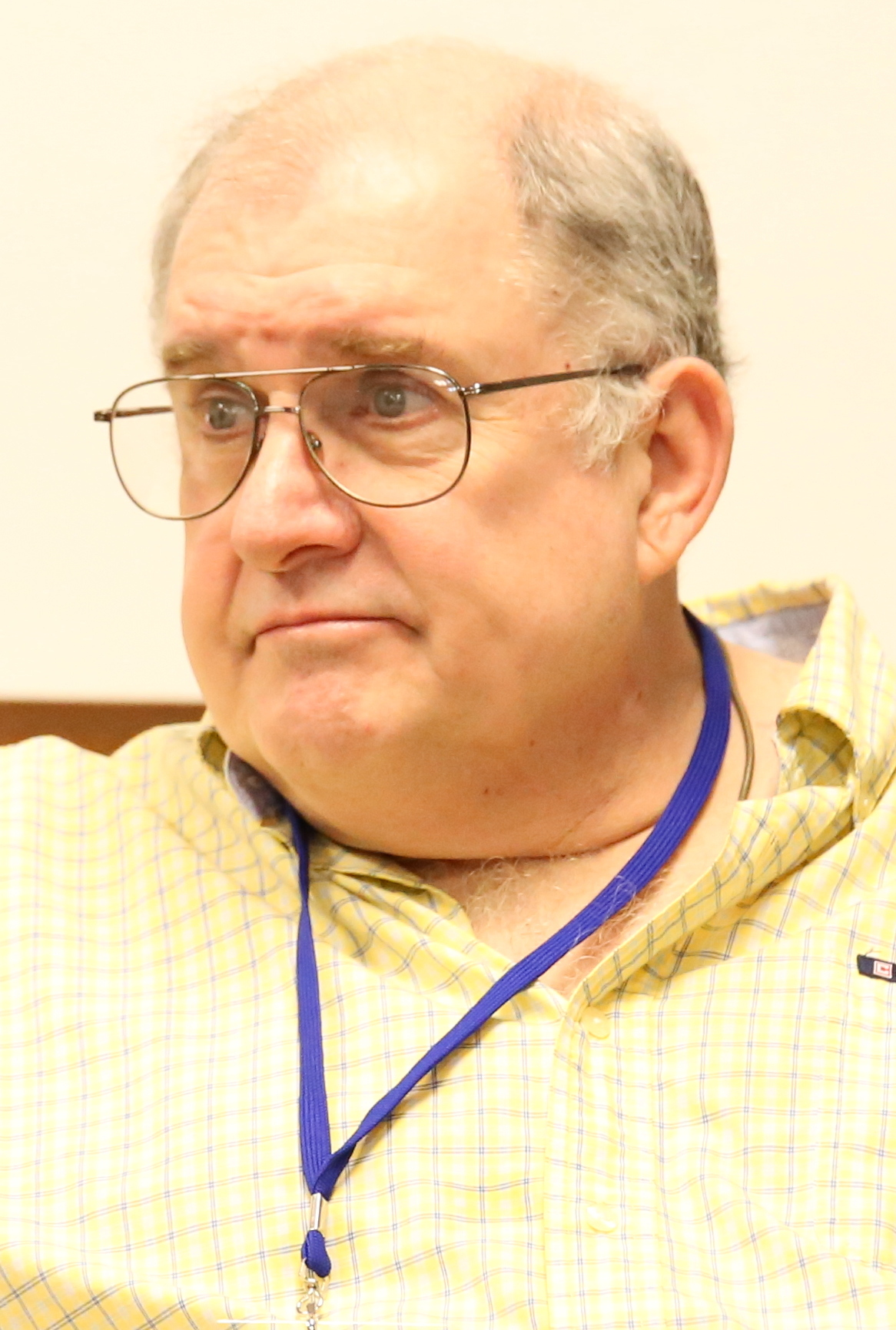
Mike W Barr é um escritor americano e roteirista

Mike W. Barr (nascido em 30 de Maio de 1952) é um escritor americano, conhecido por seu trabalho como roteirista de histórias em quadrinhos em obras como Batman: Year Two e Batman: Son of the Demon, ambos de 1987. A primeira foi um arco de história publicado entre as edições 575 e 578 da revista Detective Comics, e serviria de inspiração para o filme animado Batman: Mask of the Phantasm, lançado em 1993; e Son of the Demon introduziu o conceito de um filho para Batman, que posteriormente seria retomado pelo escritor Grant Morrison em 2006 com Batman and Son, arco onde seria apresentado o personagem Damian Wayne.
Além do trabalho nas revistas de Batman, Barr é também conhecido por ter criado a série autoral The Maze Agency, indicada ao Eisnder Award de "Melhor Série Estreante" em 1989; a equipe "Renegados", introduzida pela primeira vez em The Brave and the Bold #200, de 1983, e posteriormente protagonista de sua própria revista, intitulada Batman and the Outsiders; e a minissérie Camelot 3000, criado ao lado do artista Brian Bolland.